# عقيرباء جرمانية
عقيرباء جرمانية (الاسم العلمي: Euscorpius germanus) هي نوع من العنكبوتيات يتبع جنس العقيرباء من الفصيلة العقيربية.